# Weymouth Harbour Tramway
La Weymouth Harbour Tramway (nota anche come Quay Branch o Harbour Line) è una linea ferroviaria dismessa di Weymouth, nel Dorset, in Inghilterra, che collegava la stazione ferroviaria al porto di Weymouth.

## Storia

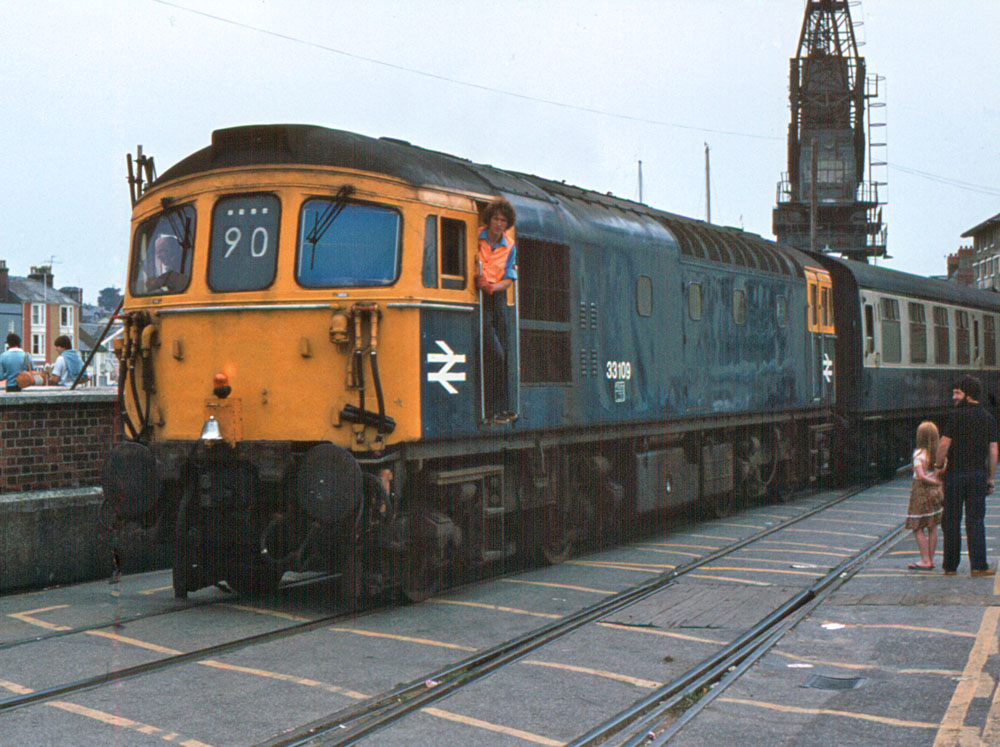
La linea tranviaria in uso nel 1981

Inaugurata nel 1865 dalla Great Western Railway, la linea tranviaria correva da un incrocio a nord della stazione principale, attraverso le strade adiacenti alla Backwater, fino alla banchina del porto. I treni passeggeri iniziarono l'operatività nel 1889, trasportando i viaggiatori sui traghetti di Channel Island.
Con l'aumentare del traffico merci, e al fine di servire le attività portuali, furono aggiunti alla linea principale numerosi anelli e binari di raccordo. Il ponte di Weymouth, parte della sua tratta, fu ricostruito nel 1930: i tram, almeno inizialmente, passavano sotto l'arco settentrionale. Tra il 1938 e il 1939 la stretta curva tra Backwater e il porto venne sostituita da una nuova curva, costruita su una sezione appena riempita della banchina, così il treno venne trasferito all'arco esterno del ponte.
La disposizione dei binari della stazione di Quay, nel 1961, fu gradualmente modificata in un tracciato a doppio binario, e infine a tre binari fino alla fine del traffico regolare, sebbene in una configurazione troncata dal 1973. Il traffico merci regolare cessò nel 1972, anche se fino al 1983 venne consentito il transito di treni speciali per il trasporto dell'olio combustibile verso una struttura posta sul molo. Il servizio passeggeri regolare cessò nel 1987, quando la linea principale sud-occidentale di Weymouth fu dotata di una terza corsia elettrificata, incompatibile con la circolazione su strada.
Nel 1997 furono effettuati alcuni esperimenti con un veicolo dotato di motore a volano, ma ciò non fu sufficiente a convincere i responsabili a ripristinare il tracciato. L'ultimo uso noto del percorso risale al 2 maggio 1999 per una carta speciale del Pathfinder Tours.

### Operazioni

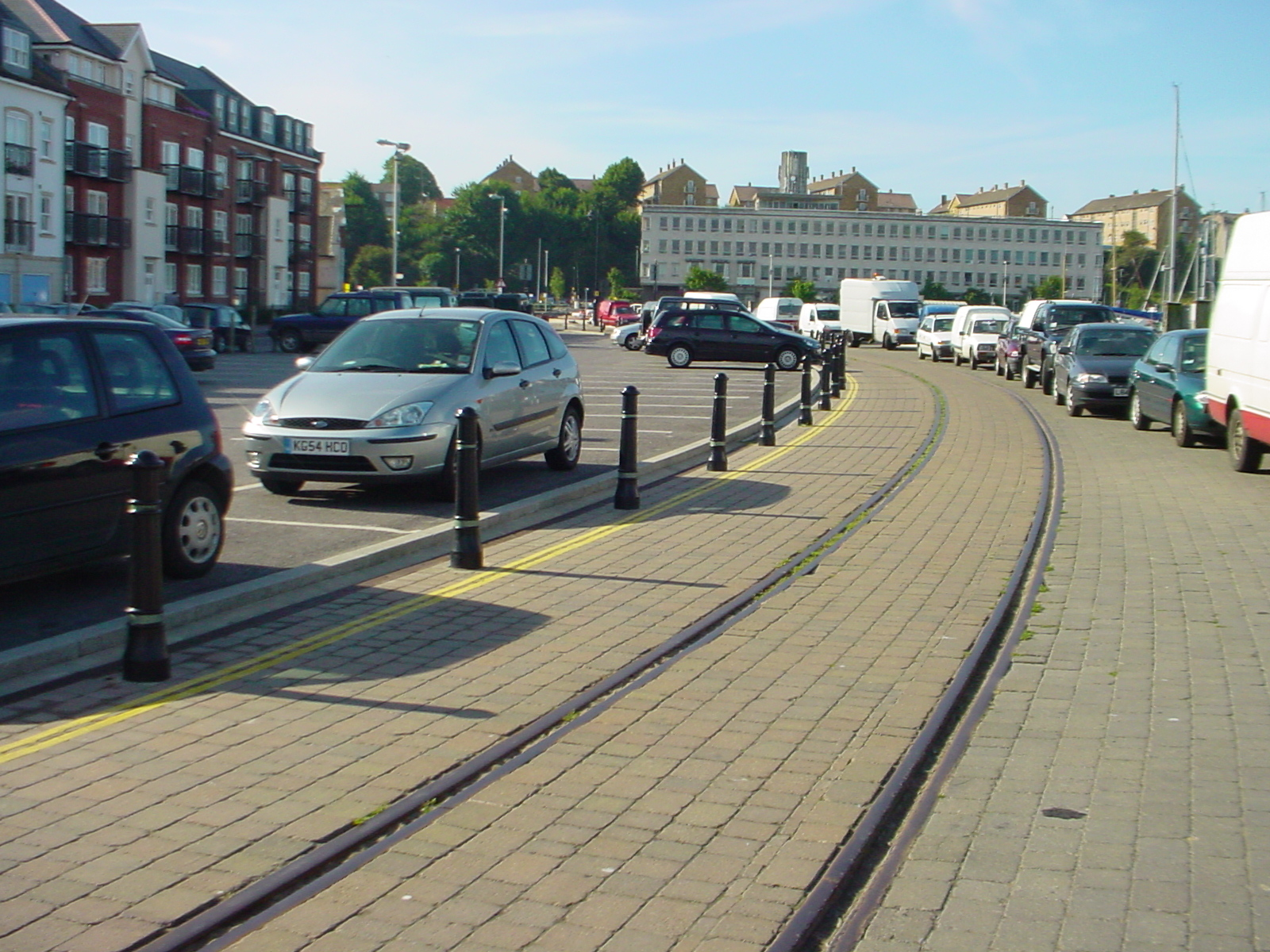
La curva del tram 1938

I treni che viaggiano su una linea tranviaria pubblica senza scorta sono tenuti ad essere muniti di strumenti di segnalazione del loro passaggio. Durante l'esercizio dei servizi delle locomotive di classe 33 della British Rail, furono costruite due unità di segnalazione, alloggiate in un armadio posto all'ingresso lato binario della tramvia nello scalo di Weymouth. Quest' attrezzatura comprendeva una scatola gialla montata su una staffa della lampada, nella parte anteriore della cabina, e dotata un faro e di una campana rotante, utile ad avvisare gli utenti della strada del passaggio del treno. La campana non suonava continuamente, ma poteva essere controllata dal macchinista. Ogni veicolo della Classe 33/1 e tutto lo stock TC era dotato di una piccola presa a cui si collegavano le unità campana/faro, per trarre energia dai sistemi del treno. I treni diretti alla banchina si fermavano all'ingresso della stazione, con l'attrezzatura di segnalazione collegata e quindi controllata dal capotreno. Inoltre i treni che passavano sulle rotaie venivano "accompagnati" dal personale delle ferrovie con delle bandiere, liberando il percorso dalle persone e dalle auto mal parcheggiate fino ai punti in cui il tram tornava nella sede ferroviaria nei pressi della stazione di Weymouth. All'arrivo al terminal della banchina, il capotreno spostava immediatamente l'attrezzatura di segnalazione dalla parte opposta del treno, pronta per il viaggio di ritorno. A volte i treni venivano scortati dalla polizia dei trasporti britannica.

### Sviluppo

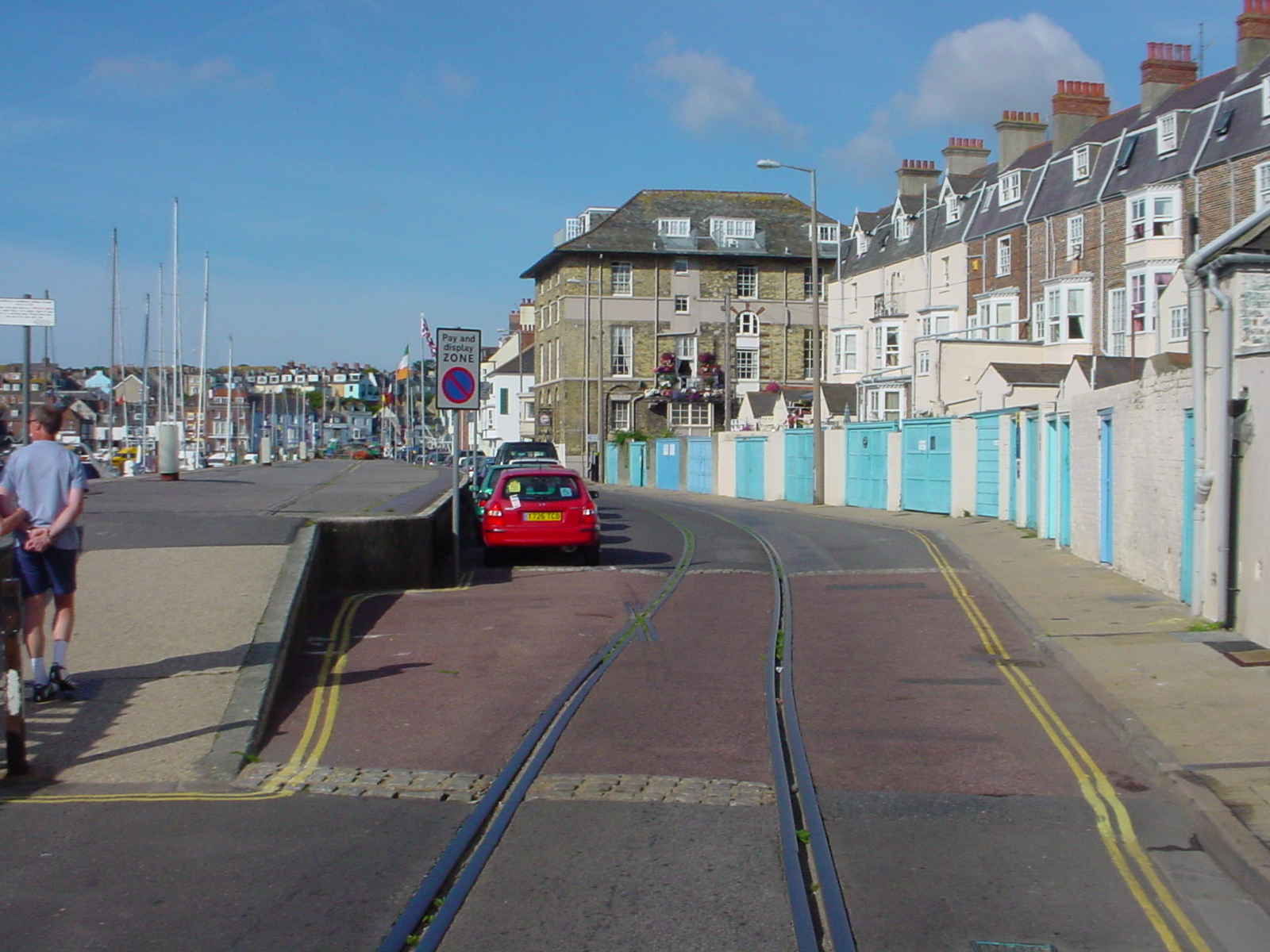
Vicino alla precedente fase di carico 2005

La tramvia esiste ancora nonostante non sia più in uso e si trova in discrete condizioni. Nel gennaio 2009 il Weymouth and Portland Borough Council e la Network Rail desideravano rimuovere i binari ma, nel febbraio dello stesso anno, il Consiglio decise di acquistare la linea dalla Network Rail per £ 50.000, prima di una decisione definitiva sul suo futuro. Nel luglio 2014 si resero conto che la vendita della linea non era andata a buon fine e una campagna iniziò a sensibilizzare la riapertura del l percorso del tram sostenendo che avrebbe aiutato il turismo e ridotto l'utilizzo di auto in città. Nell'agosto 2015, sul Dorset Echo, apparve un rapporto in cui si affermava che era stata proposta una petizione online (ancora in corso nel settembre 2017) per riaprire la linea. Nel mese di febbraio 2016, il Consiglio propose di dismettere in modo permanente la linea. Nel gennaio 2019, Campaign for Better Transport pubblicò un rapporto secondo il quale la linea era stata inserita come livello di priorità 2 per la riapertura. La priorità 2 si riferisce a quelle linee che richiedono un ulteriore sviluppo o un cambiamento di circostanze (come gli sviluppi abitativi). Nel febbraio 2020, il dipartimento britannico per i trasporti ha assegnato 1,1 milioni di sterline per facilitare la rimozione dei binari dato il loro stato di deterioramento e la loro inutilità.
| - Treno passeggeri che intreccia tra pescherecci ed edifici nel 1994, con Concorde in testa - Under The Town Bridge, 2005 - Jubilee Crescent, 2006 - Vicino a Ferry's Corner nel 2005 - Vicino a Custom House, estate 2005 - Guardando dalla zona della stazione - La stazione del porto 1986 - Commercial Road 2011, guardando a sud - Commercial Road, 1947 - Custom House Quay, 1947 ca. |